# Distretto di Dongzhou
Il distretto di Dongzhou (东洲区S, Dōngzhōu QūP) è un distretto della Cina, situato nella provincia di Liaoning e amministrato dalla prefettura di Fushun.